# Silbomyia minor
Silbomyia minor är en tvåvingeart som beskrevs av Malloch 1930. Silbomyia minor ingår i släktet Silbomyia och familjen spyflugor. Inga underarter finns listade i Catalogue of Life.